# Нэшвилл (фильм)
«Нэшвилл» (англ. Nashville) — многофигурная кинофреска Роберта Олтмена (1975), один из ключевых фильмов его карьеры и Нового Голливуда в целом. Переплетения жизней 24 персонажей на фоне 27 музыкальных номеров образуют многослойную панораму столицы музыки кантри, города Нэшвилл, а заодно диагностируют социально-политические проблемы Америки, уставшей от уотергейтских разоблачений начала 1970-х и готовой нырнуть в омут развлечений эпохи диско.

## Сюжет
Соединённые Штаты готовятся отметить 200-летие своей государственности. Представитель демагога Хэла Филлипа Уокера, который выдвигается в президенты США от новоиспечённой «партии перемен» и чьи абсурдные речи транслируют передвижные динамики по всему городу, прибывает в столицу американской народной музыки — город Нэшвилл. Он посещает влиятельных деятелей шоу-бизнеса и знаменитое шоу Grand Ole Opry с тем, чтобы собрать звёзд кантри-музыки на предвыборное мероприятие, где должен будет выступить Уокер.
В кульминационный момент концерта происходит трагедия, после которой раздаётся возглас «Успокойтесь, друзья. Это не Даллас, это Нэшвилл. Покажем, из какого мы теста. Они не запугают Нэшвилл. Мы будем продолжать петь!» и, постепенно успокаиваясь, публика подхватывает начавшуюся исполняться песню «Меня это не волнует...».

## В ролях
- Кит Кэррадайн — Том Фрэнк (основан на Крисе Кристоферсоне)
- Дэвид Аркин — Норман
- Барбара Баксли — леди Перл
- Нед Битти — Делберт Рис
- Карен Блэк — Конни Уайт (основана на Линн Андерсон)
- Рони Блэкли — Барбара Джин (основана на Лоретте Линн)
- Тимоти Браун — Томми Браун (основан на Чарли Прайде)
- Джеральдина Чаплин — Опал
- Роберт Дукуй — Уэйд Кули
- Шелли Дюваль — Л. А. Джоан
- Аллен Гарфилд — Барнетт
- Генри Гибсон — Хейвен Хэмилтон (основан на Рое Экаффе)
- Скотт Гленн — Гленн Келли
- Джефф Голдблюм — человек на трёхколёсном мотоцикле
- Барбара Харрис — Альбукерке
- Лили Томлин — Линнеа Рис
- Майкл Мерфи — Джон Триплетт

У большинства изображённых в фильме музыкальных звёзд есть узнаваемые прототипы в мире кантри. Например, фолк-трио Bill, Mary & Top весьма напоминает команду Peter, Paul & Mary. Больше всего вопросов вызывает фигура фонтанирующей банальностями журналистки Опал, которая утверждает, что работает на «Би-би-си», но оказывается не в состоянии правильно расшифровать эту аббревиатуру. Сценарием была предусмотрена сцена, где она признаётся, что не имеет отношения к журналистике.

## Производство
Роберт Олтмен заинтересовался «столицей кантри» после того, как получил предложение снять фильм в этом городе. Сюжет предложенного ему фильма оставил режиссёра равнодушным, однако, посетив город, Олтмен проникся своеобразной аурой южного штата и предложил своей сценаристке Джоан Тьюксбери съездить в Нэшвилл, чтобы понаблюдать за местными нравами. Решение снимать в этом городе было также обусловлено тем, что по его словам это был «перекресток, своеобразная культурная арена. Нэшвилл в наши дни — это то же самое, чем был Голливуд 40 лет назад». В записной книжке, которую сценаристка привезла с собой из Нэшвилла, были намечены основные фабульные коллизии будущего фильма. Вся политическая подоплёка, равно как и драматическая разрядка, были добавлены уже на заключительном этапе.

Путаный сюжет фильма по ходу съёмок дорабатывался режиссёром и актёрами, многие из которых по просьбе режиссёра самостоятельно написали свои музыкальные номера. Некоторые персонажи (как, например, герой Голдблюма) выполняют исключительно подсобную функцию, помогая перейти от одной сюжетной линии и группы персонажей к другой. Как обычно у Олтмена, диалоги во многом сымпровизированы по ходу съёмок и нередко перехлёстываются, голоса накладываются друг на друга, несколько сцен подаются внахлёст, создавая стереоскопический эффект многоголосицы. 

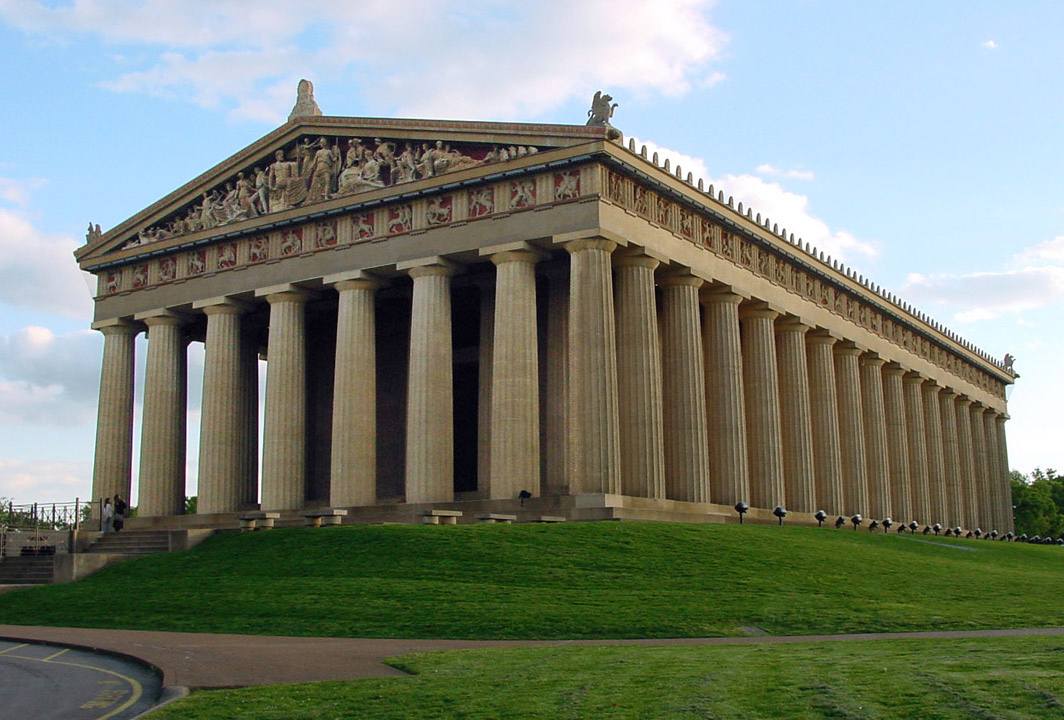
Храм демократии, на фоне которого происходит драматическая развязка фильма

Долгое время считалось, что в Нэшвилле было отснято достаточно материала, чтобы смонтировать 4-часовой фильм или мини-сериал, и что первоначально фильм предполагалось разбить на две серии. Однако в 2000 г. Олтмен сделал заявление, что в окончательную версию не вошли только музыкальные номера.

## Критика
«Нэшвилл» был весьма благожелательно встречен основной массой американских кинокритиков, включая таких популярных, как Роджер Эберт. «Пересечения действующих лиц блистательно организованы, причём всё кажется совершенно естественным, без тени натужности. Дюжины историй и жизней переплетены друг с другом», — восхищён кинообозреватель британской The Guardian. «Сквозь беспрерывную игру хаоса и упорядоченности приходится продираться наобум, словно в детективе выбирая нити, которые могут никуда не вести, а могут таить в себе разгадку того, что мы увидим дальше», — писал осенью 1975 года в журнале Sight & Sound Джонатан Розенбаум. В 2007 году фильм занял 59-е место в юбилейном списке лучших американских фильмов за 100 лет по версии AFI.
Противники Олтмена по обыкновению упрекали его в бессюжетности; выстрел на концерте показался им лишённым глубинной мотивировки, введённым исключительно для того, чтобы хоть как-то свести воедино безнадёжно запутавшиеся нити повествования. Дэйв Кер, к примеру, считает, что Олтмен в своих фильмах «о простых людях» цинично издевается над ними, их мелочные заботы не вызывают у него ничего, кроме презрительной усмешки. По наблюдению Розенбаума, когда в последнем кадре камера взмывает над звёздно-полосатым стягом, «мир бесчисленных возможностей сжимается до размеров банального „высказывания“» и становится ясно, что создателей фильма, опьянённых пируэтами повествовательной конструкции, «по-настоящему не волнуют ни Нэшвилл, ни кантри, ни политика».

## Признание
Фильм многократно оправдал свой бюджет в прокате, был удостоен пяти номинаций на «Оскар» и вошёл (в 1992 г.) в Национальный реестр наиболее значимых фильмов. По результатам опроса 846 кинокритиков всего мира (Sight & Sound, 2012) входит в лучшую сотню фильмов в истории кинематографа.
- «Оскар» (1976 год)
  - Награда: Лучшая песня — «I’m Easy»
  - Номинация: Лучший фильм
  - Номинация: Лучшая женская роль второго плана (Лили Томлин)
  - Номинация: Лучшая женская роль второго плана (Рони Блейкли)
  - Номинация: Лучший режиссёр (Роберт Олтмен)
- «Золотой глобус» (1976 год)
  - Награда: Лучшая песня — «I’m Easy»
  - Номинация: Лучший фильм (драма)
  - Номинация: Лучшая мужская роль второго плана (Генри Гибсон)
  - Номинация: Лучшая женская роль второго плана (Лили Томлин)
  - Номинация: Лучшая женская роль второго плана (Рони Блейкли)
  - Номинация: Лучшая женская роль второго плана (Джеральдин Чаплин)
  - Номинация: Лучшая женская роль второго плана (Барбара Харрис)
  - Номинация: Лучший режиссёр (Роберт Олтмен)
  - Номинация: Лучший сценарий
  - Номинация: Лучшая дебютантка (Рони Блейкли)
  - Номинация: Лучшая дебютантка (Лили Томлин)
- Британская академия (1976 год)
  - Награда: Лучший саундтрек
  - Номинация: Лучшая женская роль второго плана (Гвен Уэллс)
  - Номинация: Лучшая женская роль второго плана (Рони Блейкли)
  - Номинация: Лучший сценарий
  - Номинация: Лучший новичок (Лили Томлин)

## Влияние
Типичный олтменовский фильм представляет собой переработку схемы «Нэшвилла» — неспешное развитие повествования, мозаика сюжетных линий, многоголосица персонажей, проникновение за кулисы определённого социального или профессионального кластера. Роджер Эберт убеждён, что «Нэшвилл» открыл дорогу другим режиссёрам, работающим в сходной мозаичной повествовательной манере, как, например, Пол Томас Андерсон, создатель обласканных критиками фильмов «Ночи в стиле буги» и «Магнолия».